# Paul Großmann (Chronist)
Paul Großmann (* 21. Januar 1865 in Berlin; † 9. Juni 1939 ebenda) war ein deutscher Schriftsteller, Lyriker, Liedtexter, Heimatforscher, Verleger und Ortschronist insbesondere von Berlin-Mahlsdorf.

## Leben

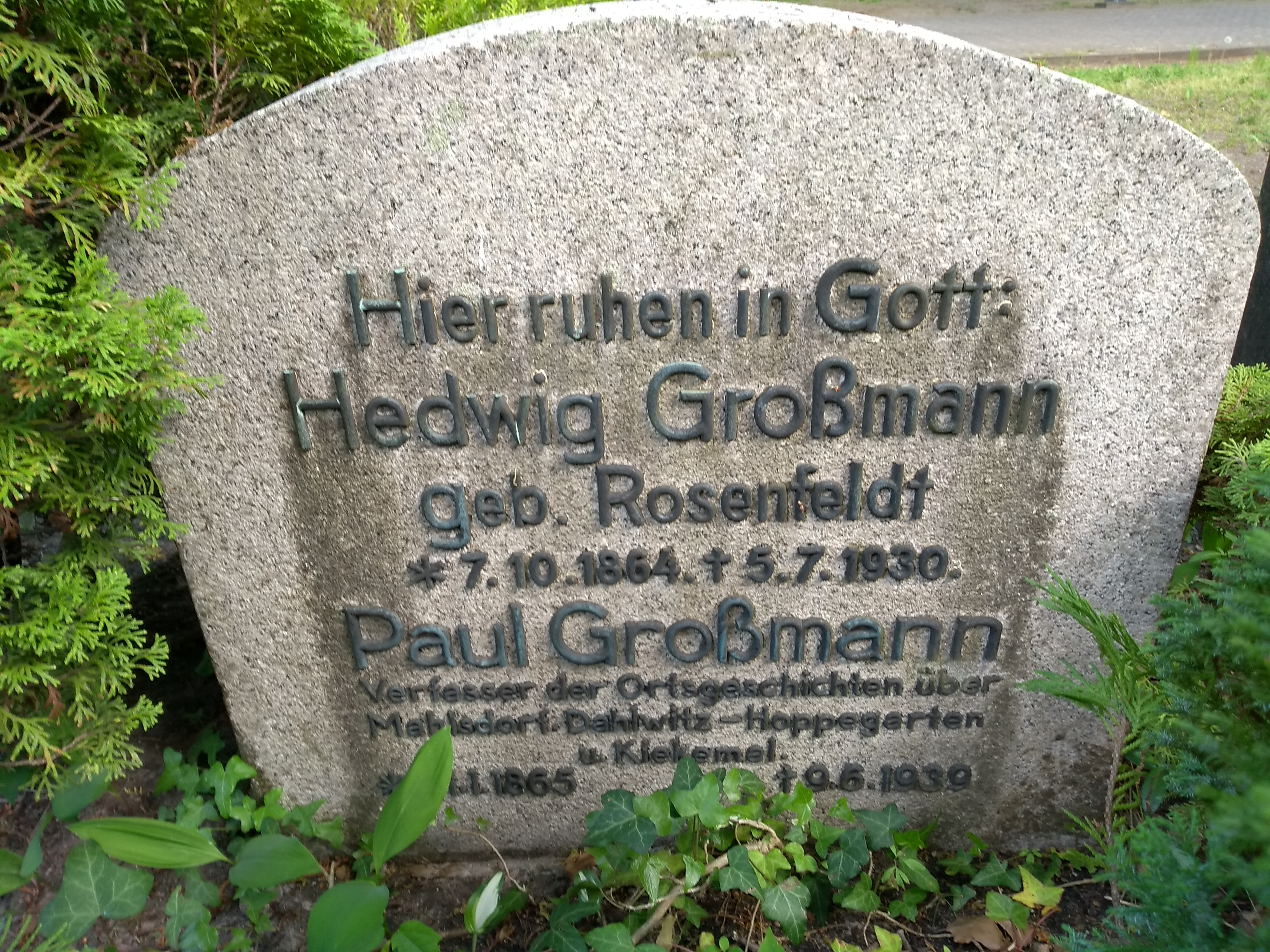
Grab auf dem Waldkirchhof Berlin-Mahlsdorf

Als der Musiker Paul Lincke um 1920 seinen Karten-Sammler-Marsch für Klavier „dem Erfinder der Ansichtskarten Herrn Johannes Miesler gewidmet“ hatte, unterlegte Großmann die Musik mit humoristischen Texten wie etwa „Ansichtskarten-Sammelei ist heut der höchste Sport …“
Paul Großmann ist insbesondere durch die Herausgabe seiner Schriften ab dem Beginn der Weimarer Republik bekannt geblieben. Neben Chroniken zur Mahlsdorfer Schützengilde und der dortigen Freiwilligen Feuerwehr veröffentlichte er beispielsweise seine Erläuterungen zum Mahlsdorfer Straßen-Verzeichnis, die er „unter Mitwirkung der Gemeindeverwaltung“ herausgab. Im Selbstverlag am eigenen Wohnsitz in Mahlsdorf, Fritz-Reuter-Straße 6, lieferte er in mehreren Teilen etwa eine Ortsgeschichte über Dahlwitz-Hoppegarten. Darin enthalten war beispielsweise eine Beschreibung der Frankfurter Chaussee, die von Berlin nach Frankfurt an der Oder führt. Eine seiner letzten Schriften war eine Chronik der Mahlsdorfer Siedlung Kiekemal.
Sein Grab befindet sich auf dem Waldkirchhof Mahlsdorf.

## Werke
- Geschichte der Mahlsdorfer Schützengilde. Gegründet am 23. Mai 1909, aus Anlass der Feier des 10-jährigen Bestehens am 23. Mai 1919, bearbeitet und hrsg. von Paul Grossmann, Berlin: Selbstverlag Paul Großmann, 1919
- Mahlsdorfer Straßen-Verzeichnis, hrsg. unter Mitwirkung der Gemeindeverwaltung, Berlin-Mahlsdorf (Bahnhofstraße 2): K. E. Schulze, 1921
- Mahlsdorfer Ortsgeschichte, die Freiwillige Feuerwehr. Ein Rückblick auf ihre Entstehung und Entwicklung. Zur Erinnerung an die Feier des 25-jährigen Bestehens 1902–1927. Unter Benutzung meiner im Jahre 1912 erschienenen Denkschrift, bearb. und hrsg. von Paul Grossmann, Berlin-Mahlsdorf: Selbstverlag, 1927
- Ortsgeschichte über Dahlwitz-Hoppegarten, bearb. und hrsg. von Paul Großmann, Berlin-Mahlsdorf, Fritz-Reuter-Straße 6: Selbstverlag des Herausgebers, (15 Lieferungen im Zeitraum von 1931 bis 1934)
  - daraus: Die Frankfurter Chaussee (Berlin–Frankfurt an der Oder), Berlin-Mahlsdorf, Fritz-Reuter-Straße 6: Selbstverlag, 1933
- Kiekemal. Das Entstehen und Vergehen einer Kolonie aus friderizianischer Zeit, bearbeitet und hrsg. von Paul Großmann, Berlin-Mahlsdorf, Fritz-Reuter-Straße 6: Selbstverlag, 1934